# Coutures (Maine-et-Loire)
Pour les articles homonymes, voir Coutures.
Coutures est une ancienne commune française située dans le département de Maine-et-Loire, en région Pays de la Loire, devenue le 15 décembre 2016 une commune déléguée au sein de la commune nouvelle de Brissac Loire Aubance.

## Géographie
Commune angevine du Saumurois, Coutures se situe à l'ouest de Saint-Georges-des-Sept-Voies, sur la route D 751, Saint Jean des Mauvrets - Saint Georges des Sept Voies, et à proximité de la D 128, Blaison Gohier - Les Alleuds.

## Histoire
Pendant la Première Guerre mondiale, 19 habitants perdent la vie. Lors de la Seconde Guerre mondiale, un habitant est tué.
Un projet de regroupement se dessine au milieu des années 2010. Il est entériné par les conseils municipaux en juin 2016 et intervient le 15 décembre 2016, donnant naissance à Brissac Loire Aubance. Coutures devient alors une commune déléguée,.

## Politique et administration

### Administration municipale

#### Administration actuelle
Depuis le 15 décembre 2016 Coutures constitue une commune déléguée au sein de la commune nouvelle de Brissac Loire Aubance et dispose d'un maire délégué.
| Période                                  | Période  | Identité           | Étiquette | Qualité |
| ---------------------------------------- | -------- | ------------------ | --------- | ------- |
| 15 décembre 2016                         | mai 2020 | Marie-Agnès Ménini |           |         |
| mai 2020                                 | en cours | Valérie Ruillard   |           |         |
| Les données manquantes sont à compléter. |          |                    |           |         |

#### Administration ancienne
| Période                                  | Période       | Identité                  | Étiquette | Qualité   |
| ---------------------------------------- | ------------- | ------------------------- | --------- | --------- |
| avant 1995                               | 1995          | Éliane Delabre            | DVD       |           |
| 1995                                     | mars 2008     | Bernard Carbonnelle       |           | Médecin   |
| mars 2008                                | décembre 2016 | Marie-Agnès Ménini-Munier | DVD       | Retraitée |
| Les données manquantes sont à compléter. |               |                           |           |           |

### Ancienne situation administrative
La commune est membre de la communauté de communes du Gennois jusqu'en 2016, elle-même membre du syndicat mixte Pays de Loire en Layon. La communauté de communes disparait le 1er janvier 2017 au profit de la nouvelle communauté d'agglomération Saumur Val de Loire. À cette même date la commune de Brissac Loire Aubance devient membre de la nouvelle intercommunalité Loire Layon Aubance.
Jusqu'en 2014, la commune fait partie du canton de Gennes et de l'arrondissement de Saumur. Ce canton compte alors dix communes. Dans le cadre de la réforme territoriale, un nouveau découpage territorial pour le département de Maine-et-Loire est défini par le décret du 26 février 2014. La commune est alors rattachée au canton de Doué-la-Fontaine, avec une entrée en vigueur au renouvellement des assemblées départementales de 2015.

## Population et société

### Évolution démographique
L'évolution du nombre d'habitants est connue à travers les recensements de la population effectués dans la commune depuis 1793. À partir du 1er janvier 2009, les populations légales des communes sont publiées annuellement dans le cadre d'un recensement qui repose désormais sur une collecte d'information annuelle, concernant successivement tous les territoires communaux au cours d'une période de cinq ans. 
Pour les communes de moins de 10 000 habitants, une enquête de recensement portant sur toute la population est réalisée tous les cinq ans, les populations légales des années intermédiaires étant quant à elles estimées par interpolation ou extrapolation. Pour la commune, le premier recensement exhaustif entrant dans le cadre du nouveau dispositif a été réalisé en 2005,.
En 2014, la commune comptait 519 habitants, en évolution de −2,08 % par rapport à 2009 (Maine-et-Loire : +3,3 %, France hors Mayotte : +2,49 %).
| 1793 | 1800 | 1806 | 1821 | 1831 | 1836 | 1841 | 1846 | 1851 |
| ---- | ---- | ---- | ---- | ---- | ---- | ---- | ---- | ---- |
| 753  | 532  | 731  | 599  | 716  | 669  | 653  | 635  | 623  |

| 1856 | 1861 | 1866 | 1872 | 1876 | 1881 | 1886 | 1891 | 1896 |
| ---- | ---- | ---- | ---- | ---- | ---- | ---- | ---- | ---- |
| 633  | 614  | 571  | 561  | 552  | 534  | 506  | 511  | 502  |

| 1901 | 1906 | 1911 | 1921 | 1926 | 1931 | 1936 | 1946 | 1954 |
| ---- | ---- | ---- | ---- | ---- | ---- | ---- | ---- | ---- |
| 472  | 487  | 463  | 411  | 433  | 455  | 467  | 461  | 508  |

| 1962 | 1968 | 1975 | 1982 | 1990 | 1999 | 2005 | 2010 | 2014 |
| ---- | ---- | ---- | ---- | ---- | ---- | ---- | ---- | ---- |
| 460  | 425  | 384  | 441  | 481  | 478  | 519  | 532  | 519  |

### Pyramide des âges
La population de la commune est relativement jeune. Le taux de personnes d'un âge supérieur à 60 ans (18,9 %) est en effet inférieur au taux national (21,8 %) et au taux départemental (21,4 %).
Contrairement aux répartitions nationale et départementale, la population masculine de la commune est supérieure à la population féminine (49,9 % contre 48,7 % au niveau national et 48,9 % au niveau départemental).
La répartition de la population de la commune par tranches d'âge est, en 2008, la suivante :
- 49,9 % d’hommes (0 à 14 ans = 22 %, 15 à 29 ans = 16,2 %, 30 à 44 ans = 21,2 %, 45 à 59 ans = 23,6 %, plus de 60 ans = 17 %) ;
- 50,1 % de femmes (0 à 14 ans = 21,9 %, 15 à 29 ans = 15,8 %, 30 à 44 ans = 22,7 %, 45 à 59 ans = 18,8 %, plus de 60 ans = 20,7 %).

| Hommes | Classe d’âge | Femmes |
| ------ | ------------ | ------ |
| 0,4    | 90 ans ou +  | 0,0    |
| 5,8    | 75 à 89 ans  | 9,2    |
| 10,8   | 60 à 74 ans  | 11,5   |
| 23,6   | 45 à 59 ans  | 18,8   |
| 21,2   | 30 à 44 ans  | 22,7   |
| 16,2   | 15 à 29 ans  | 15,8   |
| 22,0   | 0 à 14 ans   | 21,9   |

| Hommes | Classe d’âge | Femmes |
| ------ | ------------ | ------ |
| 0,4    | 90 ans ou +  | 1,1    |
| 6,3    | 75 à 89 ans  | 9,5    |
| 12,1   | 60 à 74 ans  | 13,1   |
| 20,0   | 45 à 59 ans  | 19,4   |
| 20,3   | 30 à 44 ans  | 19,3   |
| 20,2   | 15 à 29 ans  | 18,9   |
| 20,7   | 0 à 14 ans   | 18,7   |

## Économie
Sur 51 établissements présents sur la commune à fin 2010, 35 % relevaient du secteur de l'agriculture (pour une moyenne de 17 % sur le département), 10 % du secteur de l'industrie, 4 % du secteur de la construction, 45 % de celui du commerce et des services et 6 % du secteur de l'administration et de la santé.

## Culture locale et patrimoine

### Lieux et monuments
- Château de Montsabert ;
- Église Saint-Pierre, classée monument historique ;
- Dolmen de l’Etiau ;
- Dolmen de Montsabert.

### Personnalités liées à la commune
- Bertrand du Guesclin (v. 1320-1380), connétable de France pendant la guerre de Cent Ans, fût seigneur de Montsabert de 1371 à 1380.
- Anne-Charles Goislard de Montsabert (1677-1733), seigneur de Montsabert, membre du Conseil des affaires du dedans, est enterré dans l'église de Coutures.
- Ernestine Chassebœuf (1910-2005), épistolière, a passé une partie de sa vie à Coutures.

### Héraldique
| Blason de Coutures | Blason  | D'argent à une aigle bicéphale de sable couronnée du champ ; à la bande de gueules brochant sur le tout. |
| Blason de Coutures | Détails | Armes de Bertrand du Guesclin, propriétaire du château de Montsabert de 1371 à 1380. Adopté en 2019.     |